# Espuma acústica
La espuma acústica es un material absorbente acústico del tipo poroso (esqueleto flexible). Típicamente se trata de poliuretano de celda abierta en base poliéter o poliéster, con densidades que oscilan entre 20 kg/m³ y 30 kg/m³.
Su mecanismo de absorción acústica se basa en la resistencia que ofrece al flujo de aire, reduciendo la amplitud de la onda sonora, transformando la energía sonora en calor. Este mecanismo implica mayor efectividad del material allí donde la onda sonora presenta un máximo de velocidad (1/4 de longitud de onda).
La efectividad del material se mide mediante el coeficiente de absorción, expresado con el símbolo α, con valores dentro de una escala de 0 a 1. Donde 1 significa el 100 % de absorción de la energía sonora incidente y 0 el 0 % de la energía incidente.
Es habitual que la espuma acústica se presente en forma de pirámides o alveolos, con la finalidad de aumentar la superficie de absorción aparente sin aumentar la superficie real ocupada. De este modo, es posible obtener coeficientes de absorción, medidos en condiciones de laboratorio según ISO 354 (cámara reverberante), mayores a 1.